# Dr.刑事クインシー
Dr.刑事クインシー（英語タイトル:Quincy, M.E.）は1976年10月から1983年5月（9月とも）まで米国のNBCで放送されたテレビドラマ。当初は90分枠の "NBCサンデー・ミステリー・ムービー" 枠で「刑事コロンボ」、「警部マクロード」、「署長マクミラン」と週替わりで4本が放映され、1977年2月から低視聴率で打ち切られた「アウトロー刑事・セルピコ」の後番組として、金曜22時からの60分枠に移動した。

## 概要
英語タイトルにみられるM.E.とは medical examiner の略語で米国の検死官の事（クインシーは検死医であるが警察官でないので、厳密には日本語タイトルは誤訳ないし意訳、英語でも本来はCoroner）。 
ジャック・クラグマン演ずる主人公の医師クインシーは、ロサンゼルス郡検死局の頑固で意志の強い検死官であり、死因に疑問を持つと、よき友人でもある上司や警察官の忠告を尻目にとことんまで事件の真相を追及する熱血漢といった役どころである。
一連のエピソードは、大概、一見したところ自然死としか思えない死体を検死したクインシーが背後にある事件性を嗅ぎつけ、単なる検死官の分限を乗り越えて探偵役となり殺人事件を解決するというパターンを踏襲する。クインシーの猪突猛進な正義漢振りに対し、同じく医師である上司は、クインシーがあり得ないことを立証しようと無駄を重ね、日常業務に支障をきたすように思いイライラした姿を見せる。ゲーリー・ウォルバーグ（Garry Walberg）演じる、殺人事件担当の（ロサンゼルス郡保安局）警部補フランク・モナハンもまた、クインシーが自分の職域を荒らすように感じ怒りを隠さない。
初期のシーズンにおけるエピソードでは、主として犯罪捜査、主人公の探偵振りに重点が置かれていた。すなわち、クインシーが真の殺人犯を特定したり、異常な毒殺事件の原因を究明したりといった切り口からドラマが仕立てられていた。しかし、回が進むにつれエピソードは次第に「社会的責任」といったテーマを取り扱うようになり、例えば、子供に対する虐待、飲酒運転を禁ずる法律の瑕疵、パンク音楽によってもたらされる問題、航空機の安全運行といった事象に関する警察の捜査にクインシーがかかわるようになっていった。『クインシー』は、このような社会問題を扱うテレビドラマの魁として認められている。
クインシーは、ロバート・イトー演ずるアシスタントで優秀な部下、Dr.サム・フジヤマとともに研究室の中で綿密に遺体について調査を進めると同時に、屋外でも精力的に捜査活動を展開する。その活動はワーカホリック的な色彩をもって描かれることも多く、例えば彼の技能を必要とする事件で休暇中の旅行が妨げられ、事件解決のため相当な無償労働を提供することもしばしばである。
クインシーは恰幅がよく、プライベートではハウスボート（houseboat、居住用のヨット）に暮らし、友人の経営するパブ、ダニーズに通って女性にももてるといった設定がされている。
このドラマの原型は、1966年から1968年にかけてカナダのCBCで放映されたドラマシリーズ『Wojeck』にあるともいわれる。また、『クインシー』は旧型テレビ（SquareTV）時代の古典的なカルト番組であると位置づける者もおり、パンク、ヒッピーなど放映当時の若者文化に対するアンチテーゼを投げかける意味もあったと評価される。
なお、クインシーのモデルとなったのは、日本人のトーマス野口である。野口は、日本医科大学を卒業後、単身渡米し、ロサンゼルス郡検死局長になった人物で、ケネディ大統領やマリリン・モンローの検死を担当したことで知られている。

## アメリカ以外での放送

### 日本
日本では、1979年7月から、テレビ朝日系の『セイコーホームシアター"S"』で放送された。また、本ドラマの日本語版の監修には、野口と親交があり警視庁で検視官や鑑識課長を歴任した芹沢常行が当たっている。

### イギリス
色々な時間帯（午前8時、午後2時及び早朝）で全シリーズが頻繁に1990年代から2010年の最初までITV1及びITV3で放送されていた。

### オーストラリア
よく2006年の水曜のゴールデンタイムにSeven Networkで放映された。

## キャスト
- Dr.クインシー：ジャック・クラグマン　（声： 北村和夫→宮川洋一）
- フランク・モナハン警部：ゲーリー・ウォルバーグ　（声： 加藤修→緒方賢一）
- サム・フジヤマ：ロバート・イトー　（声： 玄田哲章→古川登志夫）
- Dr.ロバート・アスティン部長：ジョン・S・ラギン　（声： 仁内達之→青野武）
- ダニー・トーボ：バル・ビソグリオ　（声： 宮内幸平→弥富英央）
- ブリル刑事：ジョゼフ・ローマン　（声： 千田光男）

## スタッフ
- 企画・制作総指揮：グレン・A・ラーソン
- テーマ曲作曲：スチュー・フィリップス、グレン・A・ラーソン